# Sirotka
Sirotka (Gymnocephalus acerina) - gatunek ryby z rodziny okoniowatych (Percidae).

## Występowanie
Zlewisko mórz Czarnego i Azowskiego. Żyje w rzekach, w miejscach o silnym nurcie.

## Morfologia

### Wygląd
Osiąga od 16 do 20 cm długości. Jego ciało jest wydłużone, ma szeroki pysk. Grzbiet jest w odcieniach zieleni, a spód jasny, biało-żółty. Ma ciemne plamki widoczne na całym ciele. Na pokrywie skrzelowej znajduje się dość duży kolec. Płetwa grzbietowa długa, plamkowana. Płetwa odbytowa ma zwykle dwa cierniste promienie.

### Styl życia
Poluje na bezkręgowce oraz małe ryby. Ich tarło odbywa się od kwietnia do maja. 